# Кавітон

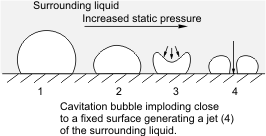
Бульбашки повітря-кавітони на поверхні твердої фази.

Кавітон (рос. кавитон, англ. caviton) — у сонохімії — окрема порожнина (бульбашка) в конденсованій фазі, яка виникає при дії ультразвуку.